# Betty Roche

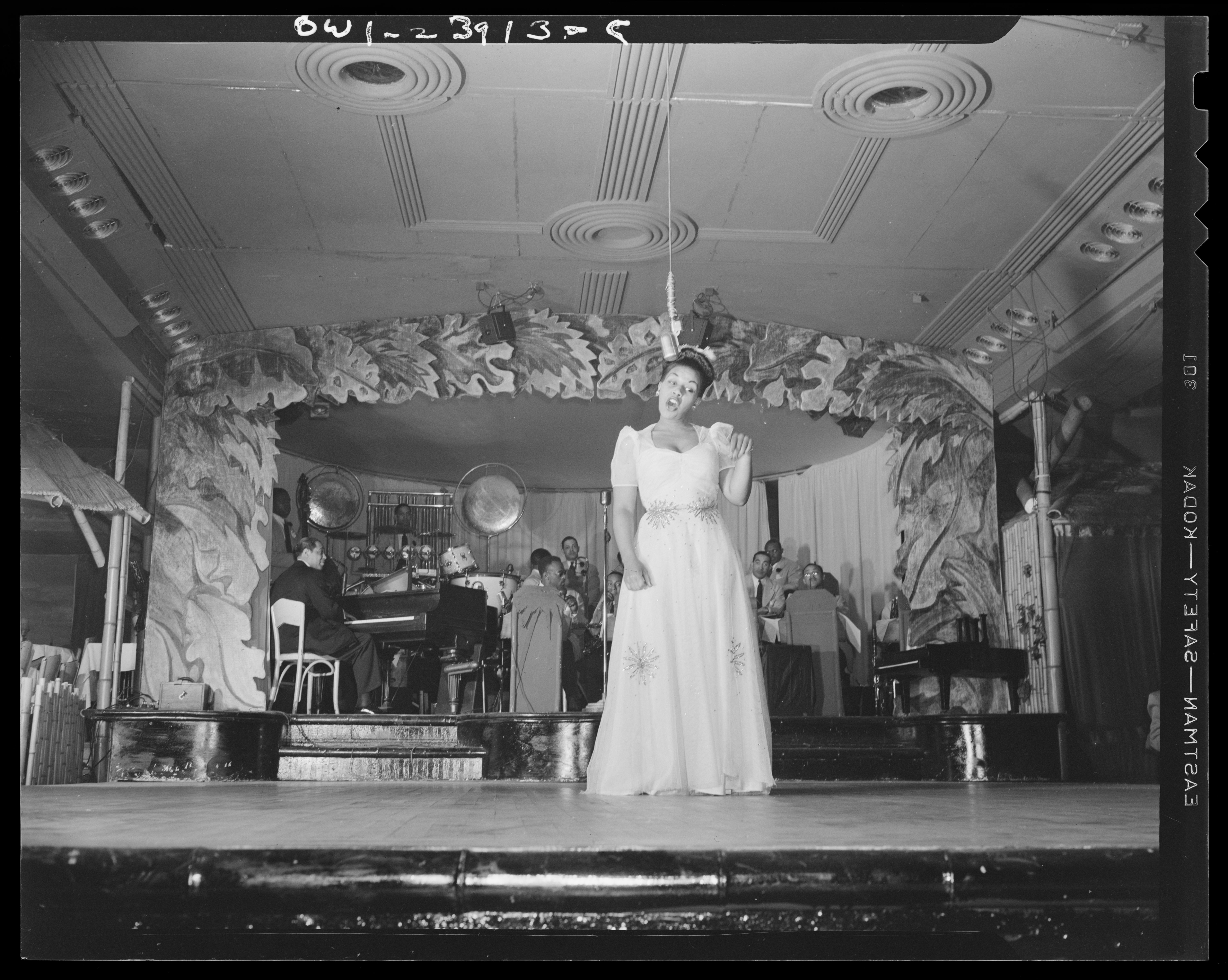
Betty Roche (1943)

Betty Roche oder Roché (* 9. Januar 1920 als Mary Elizabeth Roach in Wilmington, Delaware; † 16. Februar 1999 in Pleasantville, New Jersey) war eine US-amerikanische Jazz-Sängerin des Swing. Sie sang im Duke-Ellington-Orchester.

## Leben und Wirken
Betty Roche wuchs in Atlantic City auf und kam 1939 nach New York, wo sie zuerst bei Lee Young sang und danach von 1941 bis 1942 bei den Savoy Sultans von Al Cooper. 1943/44 war sie Mitglied des Duke Ellington Orchesters, in dem sie Ivie Anderson ablöste. Ellington setzte sie als Solistin im Titel The Blues (aus der Suite Black, Brown And Beige) ein. 1952/53 sang sie erneut bei Ellington. Ihr wichtigster Titel in der Ellington-Band war Take the “A” Train, das sie auch im Musikfilm Reveille with Beverly vortrug; ihre Version dieses Klassikers hatte einen längeren Scat-Teil.
Ellington schätzte ihren Gesangsstil, der Soul- und Bop-Einflüsse enthielt, aber auch von Anita O’Day beeinflusst war. Unter eigenem Namen nahm Roché 1952 die 78er I Love My Lovin’ Lover und den Standard Body and Soul auf; Mitte der 1950er Jahre und Anfang der 1960er Jahre folgten noch einige Alben u. a. für die Label Bethlehem und Prestige auf. Dort ist ihr Bop-Gesang besonders im Charlie-Parker-Titel Billie’s Bounce (auf dem Album Singin’ and Swingin’) zu hören; eine weitere Nummer war eine Version von Take the “A” Train, in der sie in einer überlangen Scatpassage die Titelzeilen von über einem Dutzend Songtiteln aneinanderreiht. Danach betätigte sie sich nicht mehr als Jazzsängerin. Im Laufe ihrer Karriere nahm Roche außerdem Platten mit Earl Hines, Gerald Wilson und Hot Lips Page auf.

## Diskografische Hinweise
- Betty Roché: Singin’ and Swingin’ (Fantasy/OJC, 1960); Lightly and Politely (Fantasy/OJC, 1961)
- Duke Ellington: The Duke Ellington Carnegie Hall Concert, January 1943 (Prestige, 1943)
- Duke Ellington: Live at Birdland 1952 (Jazz Unlimited, 1952)
- Earl Hines: 1942–1945 (Classics); Earl Hines & The Duke’s Men (Delmark, 1944–47)
- Gerald Wilson: 1945–1946 (Classics)